# Christoph Brückner (Mediziner)
Christoph Brückner (* 25. Dezember 1929 in Zwickau; † 4. Juni 2019) war ein deutscher Arbeitsmediziner. Er wirkte von 1972 bis 1992 als Professor für Arbeitshygiene an der Universität Jena und zusätzlich von 1980 bis 1987 an der Humboldt-Universität zu Berlin am dortigen Institut für Arbeitsmedizin der Charité. Darüber hinaus war er Funktionär der Blockpartei LDPD und von 1967 bis 1990 Volkskammermitglied. Von April bis Dezember 1990 war er der letzte Präsident des Deutschen Roten Kreuzes (DRK) in der Deutschen Demokratischen Republik (DDR) sowie von 1991 bis 2003 Vizepräsident des gesamtdeutschen DRK. Ab 2004 vertrat er das DRK als Ehrenpräsident.

## Leben
Christoph Brückner wurde 1929 in Zwickau geboren und absolvierte von 1949 bis 1954 ein Studium der Medizin an der Humboldt-Universität zu Berlin, an der er 1954 auch promovierte. Anschließend war er von 1955 bis 1965 Betriebsarzt im Zwickauer Steinkohlenrevier, während dieser Zeit qualifizierte er sich 1959 zum Facharzt für Arbeitshygiene. Bis 1972 wirkte er als Leiter der Arbeitssanitätsinspektion beim Rat des Bezirkes Karl-Marx-Stadt. 1973 wurde er an der Martin-Luther-Universität Halle-Wittenberg habilitiert, bereits ein Jahr zuvor erfolgte die Berufung zum ordentlichen Universitätsprofessor für Arbeitshygiene an die Friedrich-Schiller-Universität Jena, an der er bis 1992 tätig war. Darüber hinaus hatte er von 1980 bis 1987 den Lehrstuhl für Arbeitsmedizin sowie die Leitung der Abteilung Arbeitshygiene an der Berliner Charité inne.
Christoph Brückner gehörte außerdem für die DDR-Blockpartei Liberal-Demokratische Partei Deutschlands (LDPD), deren Mitglied er ab 1945 war, von Juli 1967 bis März 1990 als Abgeordneter der Volkskammer an. Darüber hinaus war er als Nachfolger von Günther Wiedemann von November 1967 bis 1989 Vorsitzender des Ausschusses für Gesundheitswesen der Volkskammer sowie ab 1976 Kreisvorsitzender der LDPD im Kreis Jena. Am 29. Juni 1978 wurde er als Mitglied im Zentralvorstand der LDPD und im April 1982 Mitglied des Politischen Ausschusses des Zentralvorstandes der LDPD. 
Von April 1990 bis Dezember 1990 wirkte Christoph Brückner in Nachfolge von Gerhard Rehwald als letzter Präsident des Deutschen Roten Kreuzes der DDR. Nach dem Zusammenschluss der beiden deutschen Rotkreuz-Gesellschaften zum gesamtdeutschen DRK wurde er 1991 zu einem von dessen Vizepräsidenten gewählt. Er wurde 1997 in diesem Amt bestätigt und übte es bis 2003 aus. Ab 2004 war er Ehrenpräsident des DRK. Er war Mitglied im Ehrenrat von AMCHA Deutschland, der zentralen Organisation für die psychosoziale Hilfe von Überlebenden des Holocaust und ihren Nachkommen in Israel.

## Auszeichnungen in der DDR
- 1975 Ehrentitel Verdienter Arzt des Volkes
- 1985 Vaterländischer Verdienstorden in Gold
- 1989 Orden Stern der Völkerfreundschaft in Gold

## Publikationen
- Die Betriebsschwester. Drei Auflagen. Dresden 1968, 1969, 1971 (als Mitautor).
- Die Fachschwester im Betriebsgesundheitsschutz. Zwei Auflagen. Berlin 1982, 1987 (als Herausgeber).
- Gesundheits-, Arbeits- und Brandschutz im Gesundheitswesen. Sechs Auflagen. Dresden 1973, 1974, 1975, 1977 und Berlin 1983, 1987 (als Mitautor).
- Hygiene. Drei Auflagen. Berlin 1984, 1986, 1989 (als Mitautor).